# Gasolin'
Gasolin' est un groupe danois de rock fondé en 1969 à Christianshavn, un quartier de Copenhague. Il se compose à l'origine du chanteur Kim Larsen (da), du guitariste Franz Beckerlee (da), du bassiste Wili Jønsson (da) et du batteur Bjørn Uglebjerg (da). Uglebjerg est remplacé par Søren Berlev (da) avant la sortie du premier album du groupe, en 1971.
Sa popularité ne se dément pas au Danemark tout au long des années 1970, jusqu'à sa séparation en 1978. En revanche, Gasolin' ne parvient jamais à percer sur le marché international, malgré la parution de plusieurs albums avec des paroles en anglais.

## Discographie

### Albums studio
- 1971 : Gasolin'
- 1972 : Gasolin' 2
- 1973 : Gasolin' 3
- 1974 : Gasolin' (en anglais)
- 1974 : The Last Jim (en anglais)
- 1974 : Stakkels Jim
- 1975 : Gas 5
- 1976 : What a Lemon (en anglais)
- 1976 : Efter endnu en dag
- 1977 : Gør det noget
- 1978 : Killin' Time (en anglais)

### Albums en concert
- 1976 : Live sådan
- 1978 : Live i Skandinavien
- 1993 : Derudaf Forever

### Compilations
- 1980 : Supermix
- 1991 : Rabalderstræde Forever
- 1997 : A Foreign Affair
- 1999 : Gasolin' Forever
- 2000 : The Early Years
- 2002 : A Foreign Affair II
- 2003 : The Black Box (coffret)
- 2009 : Masser af succes